# Rorkult

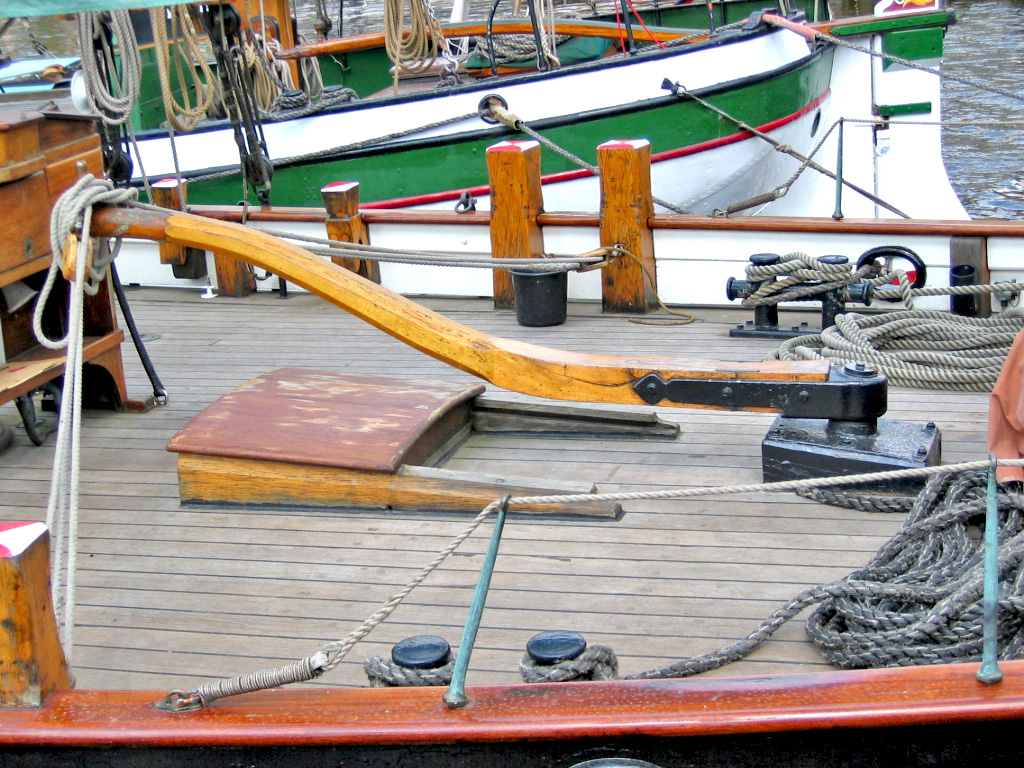
Rorkult fastsurrad med rodret midskepps.

Rorkult är den del av styranordningen för motor- och segelbåtar som inte styrs direkt med ratt.
Rorkulten, som oftast är gjord i trä, är fäst i en axel (hjärtstocken) som förbinder rorkulten med rodret. Ett utslag med rorkulten åt babord får båten att gira styrbord, och vice versa.
På en del båtar är rorkulten fäst direkt i rodret som var det ursprungliga sättet att fästa rorkulten. På vissa båtar som har en modernare styrning finns även en rorkult som nödstyrning ifall den ordinarie styrningen ej fungerar.

## Källhänvisningar
1. ↑   rorkult i Nationalencyklopedins nätupplaga. Läst 23 februari 2015.